# Rays of Light
Rays of Light – singel norweskiego duetu Broiler, wydany w czerwcu 2014 roku przez Sky Music.
22 stycznia 2015 roku Alan Walker opublikował swój remiks utworu.

## Lista utworów
- Digital download (9 czerwca 2014)[3]

1. „Rays of Light” – 3:52

## Teledysk
Teledysk do utworu został opublikowany 24 listopada 2014 roku.

## Pozycje na listach
| Państwo  | Lista (2014)   | Najwyższa pozycja |
| -------- | -------------- | ----------------- |
| Norwegia | Top 20 Singles | 11                |